# Morfología floral
En botánica, se llama morfología floral al estudio de la diversidad de formas y estructuras que presenta la flor que, por definición, es una rama de crecimiento limitado que lleva las hojas modificadas encargadas de la reproducción y de la protección de los gametos, denominadas antófilos o «piezas florales».
Los antófilos fértiles son hojas portadoras de esporangios, los que darán origen a los gametos masculinos y femeninos y, por lo tanto, son las encargadas de producir la siguiente generación de plantas. Los antófilos estériles son las hojas modificadas cuya función es la de proteger a las piezas fértiles o la de atraer a los polinizadores. La rama de la flor que une las piezas florales al tallo es un eje denominado pedicelo, que normalmente se dilata en su parte superior para formar el receptáculo en el cual se insertan las diversas piezas florales.
Todas las espermatofitas («plantas con semilla») poseen flores como aquí se han definido (en sentido amplio), pero la organización interna de la flor es muy diferente en los dos principales grupos de espermatofitas: gimnospermas vivientes y angiospermas. Las gimnospermas pueden poseer flores que se reúnen en estróbilos, o la misma flor ser un estróbilo de hojas fértiles. En cambio una flor típica de angiosperma posee verticilos o espirales ordenados que, de afuera hacia adentro, se componen primero de «piezas estériles», comúnmente llamadas sépalos (si su principal función es de protección) y pétalos (si su principal función es atraer polinizadores), y luego las «piezas fértiles», con función reproductiva, que las componen verticilos o espirales de estambres (que portan los gametos masculinos) y finalmente carpelos (que encierran a los gametos femeninos).
La disposición de las piezas florales sobre el eje, la presencia o ausencia de una o más piezas florales, el tamaño, la pigmentación y la disposición relativa de las mismas son responsables de la existencia de una gran variedad de tipos de flores. Tal diversidad es particularmente importante en estudios filogenéticos y taxonómicos de las angiospermas. La interpretación evolutiva de los diferentes tipos de flores tiene en cuenta los aspectos de la adaptación de la estructura floral, particularmente aquellos relacionados con la polinización, dispersión del fruto y de la semilla y de la protección contra los predadores de las estructuras reproductivas.

## Disposición de las piezas florales

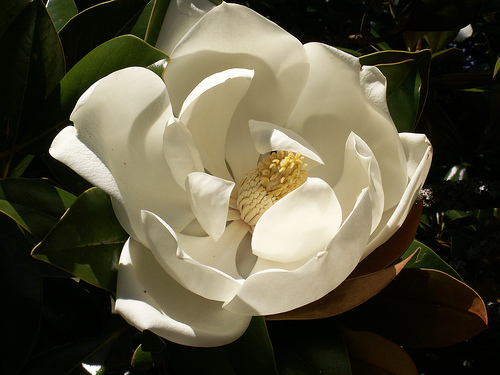
Magnolia grandiflora, una flor espiralada.

Según la familia considerada, las piezas de la flor se pueden disponer sobre el receptáculo de dos formas diferentes. En el caso de la denominada disposición espiralada, las piezas se insertan consecutivamente y a diferentes niveles, describiendo una espiral sobre el eje del mismo modo al que las hojas se insertan en el tallo. Ejemplo de especies con flores espiraladas son Magnolia grandiflora (magnoliáceas), Victoria cruziana (ninfeáceas) y Opuntia ficus-indica (cactáceas). En el caso de la disposición verticilada o cíclica, las piezas se insertan en varios nudos del eje, disponiéndose en verticilos o ciclos. Cada pieza floral de un verticilo alterna con las piezas del siguiente, por ejemplo, los pétalos alternan con los sépalos. En estas flores, denominadas cíclicas o verticiladas, el número de verticilos puede variar, dependiendo —nuevamente— de la familia considerada. Muy frecuentemente las flores llevan cuatro ciclos (llamadas tetracíclicas), como las de Solanum (solanáceas), que muestran un ciclo de sépalos, uno de pétalos, otro de estambres y el último de carpelos. También son usuales las flores pentacíclicas (llevan cinco ciclos), ya que, en este caso, presentan dos ciclos de estambres en vez de uno solo, como las flores de Lilium (liliáceas). Hay muchos otros casos, finalmente, en que las flores presentan varios verticilos de estambres, como en Poncirus trifoliata (rutáceas), en cuyo caso las flores presentan más de cinco ciclos.

## Simetría floral
Se dice que en un objeto existe simetría cuando por lo menos un plano puede dividirlo en dos partes, tal que cada parte sea la imagen especular de la otra. Las flores espiraladas no presentan ningún plano de simetría y se dicen asimétricas o irregulares, como es el caso de Liriodendron tulipifera (magnoliáceas). En las flores verticiladas, en cambio, debido a que existen repeticiones de piezas florales, pueden existir uno o más planos de simetría, por lo que las mismas pueden tener simetría bilateral (es decir, un solo plano de simetría) o simetría radial (o sea, varios planos pueden dividir a la flor en otras tantas imágenes especulares). Así, se distinguen por su simetría, dos tipos de flores. Las flores denominadas actinomorfas, radiadas o polisimétricas presentan simetría radial, como es el caso de Tulipa gesneriana (liliáceas) o Linum usitatissimum (lináceas). En cambio, las flores monosimétricas, dorsiventrales o cigomorfas tienen simetría bilateral y la evolución de su forma tiene relación con la necesidad de atraer y guiar a los polinizadores hasta ellas, como por ejemplo, las flores de las orquídeas y muchas leguminosas.

## Perianto y perigonio

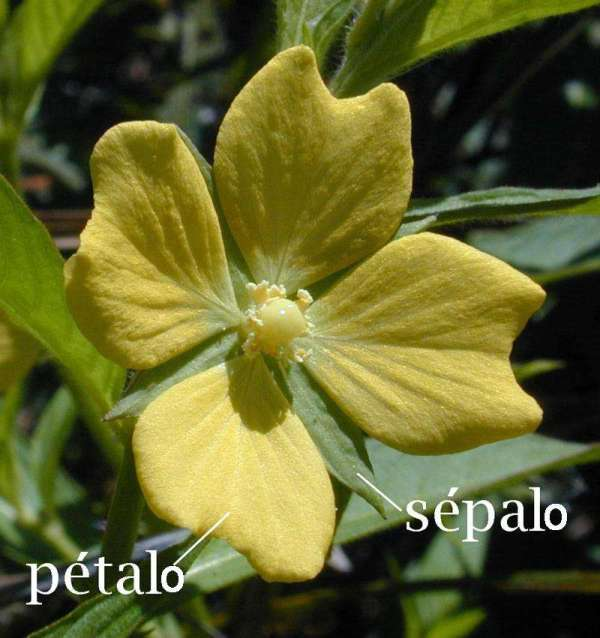
Perianto de una flor de Primula, se señala un sépalo y un pétalo.

El perianto es la estructura de la flor que comprende a los dos verticilos estériles, el cáliz y la corola. En muchos casos, como por ejemplo en el sauce llorón (Salix babylonica, salicáceas) o en el fresno europeo (Fraxinus excelsior, oleáceas) el perianto puede faltar, es decir, las flores solo presentan los verticilos fértiles (androceo y gineceo) y se denominan aperiantadas, aclamídeas o, simplemente, flores desnudas. Las flores que presentan perianto, el caso más frecuente, se denominan periantadas, clamídeas o vestidas.
En las flores periantadas puede darse el caso que solamente presenten cáliz, por lo que las mismas se denominan monoclamídeas o, más usualmente, apétalas y el ejemplo más conspicuo es el de la familia de las urticáceas. La ausencia de pétalos en estas flores no debe conducir a la suposición de que las mismas no son vistosas, ya que hay casos en los que los sépalos (denominados sépalos petaloideos) adquieren la consistencia, forma y colorido propio de los pétalos, como por ejemplo en las especies del género Clematis (ranunculáceas).
Cuando las flores periantadas presentan tanto cáliz como corola se denominan diclamídeas. Los miembros de ambos verticilos pueden ser diferentes entre sí en forma y color y las flores se dicen heteroclamídeas, como por ejemplo la rosa (Rosa sp., rosáceas). Cuando, en cambio, las piezas del cáliz y de la corola son indistinguibles entre sí en forma y color, la flor se llama homoclamídea. En este tipo de flores, típicas de muchas familias de monocotiledóneas como las iridáceas y las amarilidáceas, el perianto se denomina perigonio y las piezas que lo componen se llaman tépalos. Si los tépalos se parecen a un pétalo el perigonio se llama corolino (de corola), y si se parecen a sépalos se dice perigonio calicino (de cáliz).
En un pimpollo o capullo, se da el nombre de prefloración a la disposición relativa de los sépalos o de los pétalos de cada verticilo floral. Esta disposición se debe observar en el pimpollo debido a que en la flor completamente abierta a menudo se han separado tanto las piezas florales unas de otras que la prefloración no puede determinarse. Hay seis tipos principales de prefloración. En la prefloración valvar las piezas florales pueden llegar a tocarse por los bordes, pero sin que ninguna de ellas se coloque por encima o por debajo de las inmediatas, en la contorta cada una monta sobre la que le sigue y es solapada por la que le precede; en la quincuncial, existen dos piezas totalmente externas, dos totalmente internas y la quinta pieza, es externa por uno de los bordes e interna por el otro. En la prefloración imbricada, hay una pieza externa por ambas orillas, otra, contigua a la anterior, totalmente interna, y las tres restantes son externas por un borde e internas por el otro. La prefloración vexilar es una variante de la precedente, con la pieza totalmente interna contigua a la externa, la cual ocupa una posición superior. Finalmente, en la prefloración carinal la pieza externa de la prefloración vexilar se hace interna y una de las piezas inferiores pasa a ser exterior. La prefloración es importante en la descripción e identificación de plantas ya que, a menudo, caracteriza a las diferentes familias. Así, las malváceas presentan prefloración valvar, las gencianáceas, contorta; y en las leguminosas, la prefloración vexilar y la carinal son características.

### Cáliz

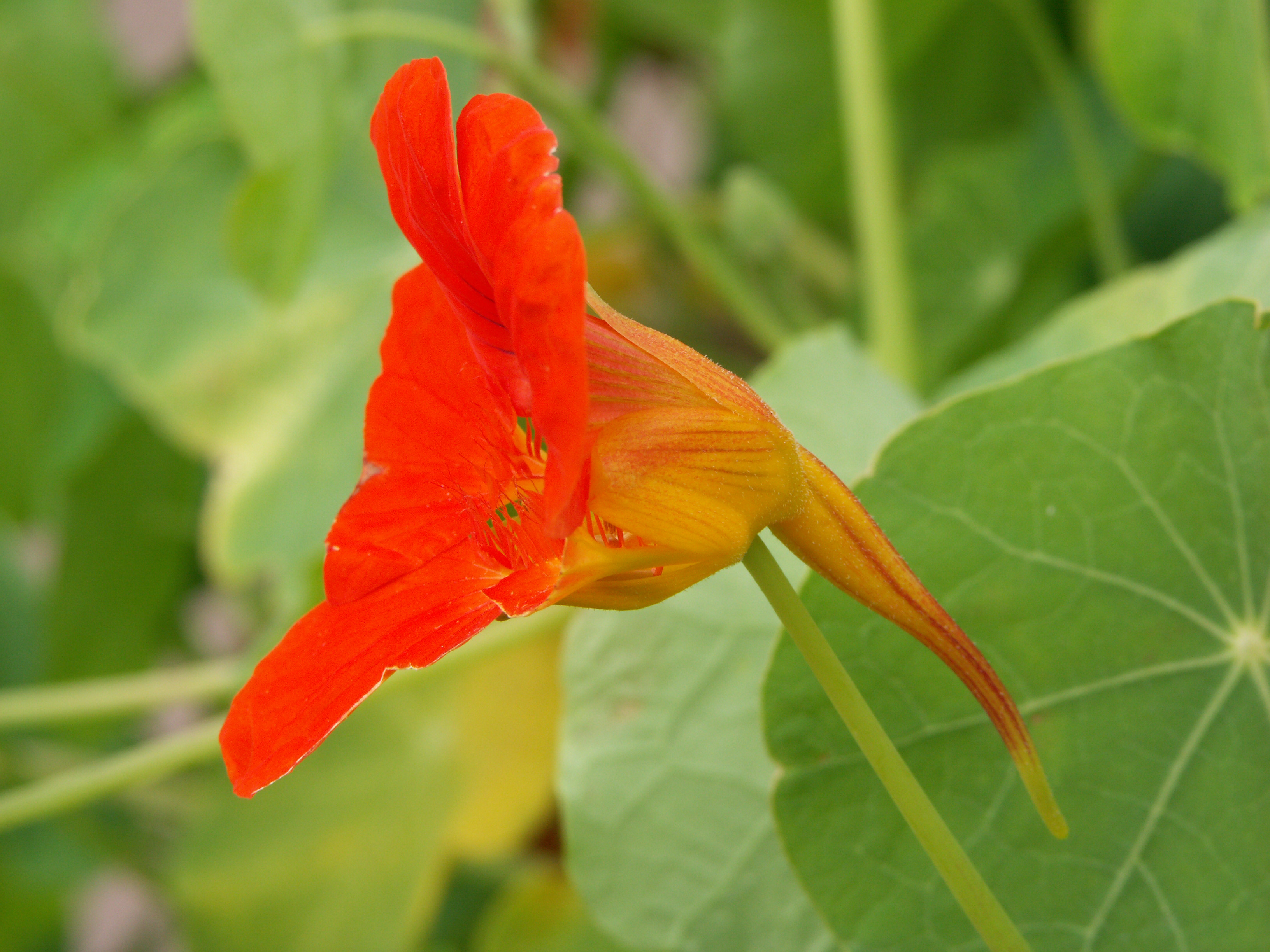
Detalle del espolón nectarífero de la flor de Tropaeolum majus.

El cáliz es el verticilo más externo de la flor. Tiene función protectora y está constituido por los sépalos, generalmente de color verde. Si los sépalos están libres entre sí el cáliz se denomina  dialisépalo, mientras que si están unidos se llama gamosépalo como en el clavel (Dianthus caryophyllus, cariofiláceas) o el ceibo (Erythrina crista-galli (leguminosas).
Cuando el cáliz es gamosépalo se pueden distinguir tres partes bien definidas: el tubo, que es la porción en la cual los sépalos están unidos; la garganta, que es el sitio en que los sépalos se separan unos de otros; y el limbo, que es la poción libre, formada por los extremos apicales de cada sépalo o lóbulos.
Los sépalos pueden tener consistencia y forma variadas. En las compuestas, por ejemplo, los sépalos están reducidos a pelos o cerdas que constituyen el denominado papus o vilano.
Según su duración con respecto a las otras piezas florales, el cáliz puede ser efímero o fugaz, cuando los sépalos caen al abrirse la flor, como en la amapola (Papaver rhoeas, papaveráceas); deciduo, cuando los sépalos se desprenden después de que ha ocurrido la fecundación; o persistente cuando permanece después de la fecundación y acompaña al fruto, como en el caso del manzano (Malus domestica, rosáceas).
Los sépalos pueden formar espolones que llevan néctar (se dicen espolones nectaríferos) para atraer a los polinizadores como ocurre en Viola y Tropaeolum,. En otras especies como por ejemplo en la alegría (Impatiens balsamina), algunas de las piezas del cáliz adquieren la forma y coloración de los pétalos y, por esa razón, se las adjetiva como "petaloides".

### Corola

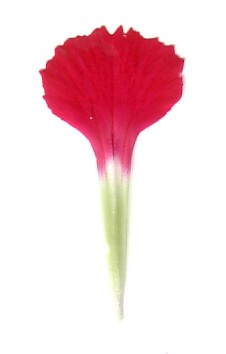
Detalle de un pétalo de clavel (Dianthus). La parte inferior, más angosta y de color verde o blanquecina, es la uña; la parte más ancha y coloreada es el limbo del pétalo.

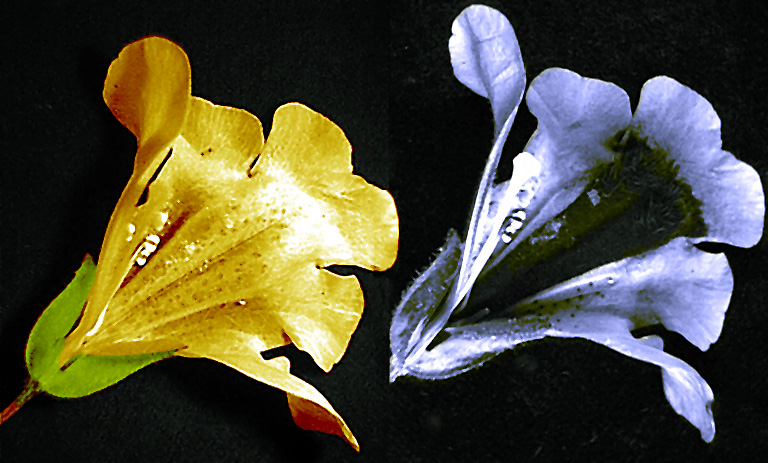
Flor de Mimulus. Flor bajo luz natural (izquierda) y bajo luz ultravioleta (derecha) mostrando las Guías de néctar que no son visibles para el ojo humano.

La corola es el verticilo interno del perianto y el que rodea a los verticilos fértiles de la flor. Está compuesto por antófilos denominados pétalos, los que son generalmente mayores que los sépalos y son coloreados.
Cada pétalo consta de una uña que lo fija al receptáculo y una lámina o limbo que es la parte más ancha y vistosa. La uña puede ser muy corta, como en Rosa o muy larga como en el clavel (Dianthus). La lámina puede ser de forma, color y margen muy variado.
En ciertos géneros —Narcissus, por ejemplo— en la parte superior de la uña existe un apéndice ligular que forma una copa por dentro del ciclo de tépalos denominada paraperigonio o «falsa corola». En otros casos —Hymenocallis— el paraperigonio está constituido por una membrana que une entre sí a los filamentos de los estambres. En este último caso el paraperigonio también se denomina «corona estaminal».
Si los pétalos son libres entre sí la corola se denomina dialipétala; si, en cambio, se hallan unidos entre sí a través de sus márgenes, la corola se dice gamopétala y, como en el caso del cáliz,  presenta tubo, garganta y limbo.
La forma de la corola gamopétala puede ser muy variada: tubulosa (con forma de cilindro, como en las flores centrales de los capítulos de la familia de las compuestas), infundibuliforme (con forma de embudo, como en el caso de la batata, Ipomoea batatas, convolvuláceas); campanulada (como un tubo inflado, parecido a una campana, como en el muguet, Convallaria majalis, ruscáceas), hipocrateriforme (con forma de tubo largo y delgado, como en Jasminum), labiada (con el limbo formado por dos segmentos desiguales, como en el caso de Salvia splendens, una lamiácea), ligulada (con el limbo con forma de lengüeta, la cual se observa en las flores periféricas de los capítulos de muchas compuestas) y espolonada (cuando presenta uno o varios espolones nectaríferos, en el caso de Aquilegia).
La anatomía de los tépalos y pétalos es similar a la de los sépalos. Las paredes de las células epidérmicas frecuentemente son convexas o papilosas, especialmente en la cara adaxial. En muchos pétalos, como los de Brassica napus, las papilas son cónicas, con un engrosamiento cuticular marcado en el ápice, y estrías radiales hacia la base. Se ha sugerido que estos engrosamientos permiten una difusión pareja de la luz emergente, de manera que el brillo de los pétalos es uniforme en cualquier ángulo de iluminación. Algunas células epidérmicas de los pétalos son osmóforos, contienen aceites esenciales que imparten la fragancia característica a las flores. El mesófilo generalmente no presenta parénquima clorofiliano, sino parénquima fundamental.
El color de los pétalos resulta de la presencia de pigmentos. En muchas flores las células presentan cromoplastos con pigmentos carotenoides (rojos, anaranjados, amarillos). Los pigmentos más importantes son los flavonoides, principalmente antocianinas, que se encuentran disueltos en el citoplasma de la célula; los pigmentos básicos son pelargonidina (de color rojo), cianidina (violeta), y delfinidina (azul), flavonoles (de color amarillo a marfil). El color de los pigmentos antociánicos depende de la acidez (del pH) del jugo celular: en Brunfelsia australis ("azucena del monte") las flores son violáceas pero al envejecer se vuelven blancas debido a un cambio en el pH.
El color blanco de muchas flores, como por ejemplo Magnolia grandiflora, se debe al fenómeno de reflexión total de la luz. Los pétalos pueden presentar espacios de aire en posición subepidérmica o una capa de células con abundantes granos de almidón, y en ambos casos la luz se refleja. Los colores oscuros, se deben a una absorción total de la luz operada por pigmentos complementarios. En los cultivares de color negro de "tulipán" (Tulipa gesneriana) hay antocianina azul en las células epidérmicas y caroteno amarillo en las subepidérmicas.
En algunas especies las partes basales de los pétalos contienen un flavonolglucósido llamado chalcona, que absorbe la luz ultravioleta, convirtiéndolas en "guías de néctar" para los insectos polinizadores. Este color particular, visible sólo para los insectos, se denomina "púrpura de abejas".

## Androceo

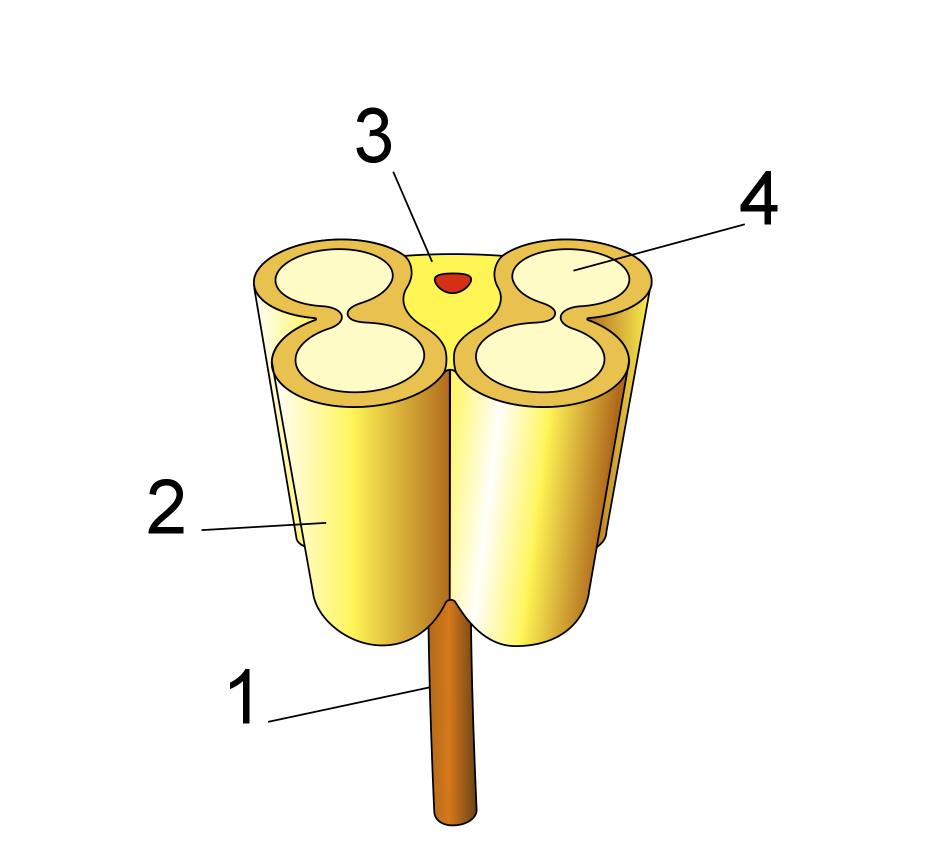
Diagrama de una antera en sección transversal. 1: Filamento; 2: Teca; 3: Conectivo (los vasos conductores en rojo); 4: Saco polínico (también llamado esporangio).

El androceo es uno de los ciclos fértiles de las flores. Las piezas que integran el androceo se denominan estambres los cuales tienen como función la generación de los gametófitos masculinos o granos de polen,
Los estambres son hojas muy modificadas formadas por un pie que se inserta en el receptáculo de la flor, llamado filamento, y una porción distal llamada antera. El filamento es la parte estéril del estambre, puede ser muy largo, corto o faltar, en ese caso las anteras se denominan sésiles. Generalmente es filiforme, pero puede ser grueso, incluso petaloide, y puede estar provisto de apéndices. La antera es la parte fértil del estambre y suele constar de dos partes distinguibles, contiguas, llamadas tecas, unidas por una zona llamada conectivo, que es también por donde la antera se une al filamento. Generalmente está formada por dos tecas, a veces puede estar constituida por una sola teca como en las malváceas y cannáceas o por tres en el caso de Megatritheca (esterculiáceas). Si se corta la antera perpendicularmente a su eje, se observa que cada antera contiene uno o dos sacos polínicos que se extienden en toda su longitud.
Después de la maduración de los granos de polen se produce la dehiscencia o apertura de la antera para dejar salir el polen. El tejido responsable se llama endotecio. Si la apertura se produce a todo lo largo del tabique que separa los sacos polínicos, la dehiscencia es longitudinal, que es el caso más frecuente. En otros casos el endotecio se localiza en zonas limitadas que luego se levantan como valvas o ventanillas: dehiscencia poricida (como en las solanáceas) no hay endotecio, se produce la destrucción del tejido en el ápice de la antera y se forman poros por donde saldrá el polen.

El número de estambres en cada flor es un carácter muy variable. Algunas especies de la familia de las euforbiáceas tienen flores con un solo estambre (se dicen monandras), las oleáceas presentan dos estambres (flores diandras) y en las mirtáceas hay numerosos (son poliandras). El número de estambres puede ser igual o no al número de pétalos. Así, se dice que la flor es isostémona si presenta el mismo número de estambres que de pétalos (como puede observarse en las liliáceas y amarilidáceas); anisostémona si es diferente la cantidad de pétalos que de estambres (por ejemplo, en el género Brassica, hay cuatro pétalos y 6 estambres);  diplostémona, cuando el número de estambres duplica a la cantidad de pétalos (el género Kalanchoe, por ejemplo, presenta cuatro pétalos y ocho estambres) y es polistémona cuando el número de estambres es más que el doble de pétalos (como en Poncirus, con cinco pétalos y numerosos estambres).
Muchas veces las flores presentan un perianto reducido y los estambres son largos y vistosos. En estos casos la función de atracción de los polinizadores la cumple el androceo. Este tipo de flores suele estar dispuesto en inflorescencias que, por su forma, parecen cepillos o limpiatubos, como por ejemplo en las leguminosas Inga uruguensis  y Acacia caven y en las mirtáceas como Callistemon rigidus.
Los estaminodios son los estambres estériles que de forma normal aparecen en ciertas flores. Su función es variada y puede tener que ver con la producción de néctar o con la función de atracción que suelen cumplir los pétalos.

## Gineceo

Esquema de las posibles posiciones del ovario I ovario súpero, II ovario semiínfero, III ovario ínfero. a: androceo, g: gineceo, p: pétalos, s: sépalos, r: receptáculo.

Esquema de un óvulo en gimnospermas y angiospermas

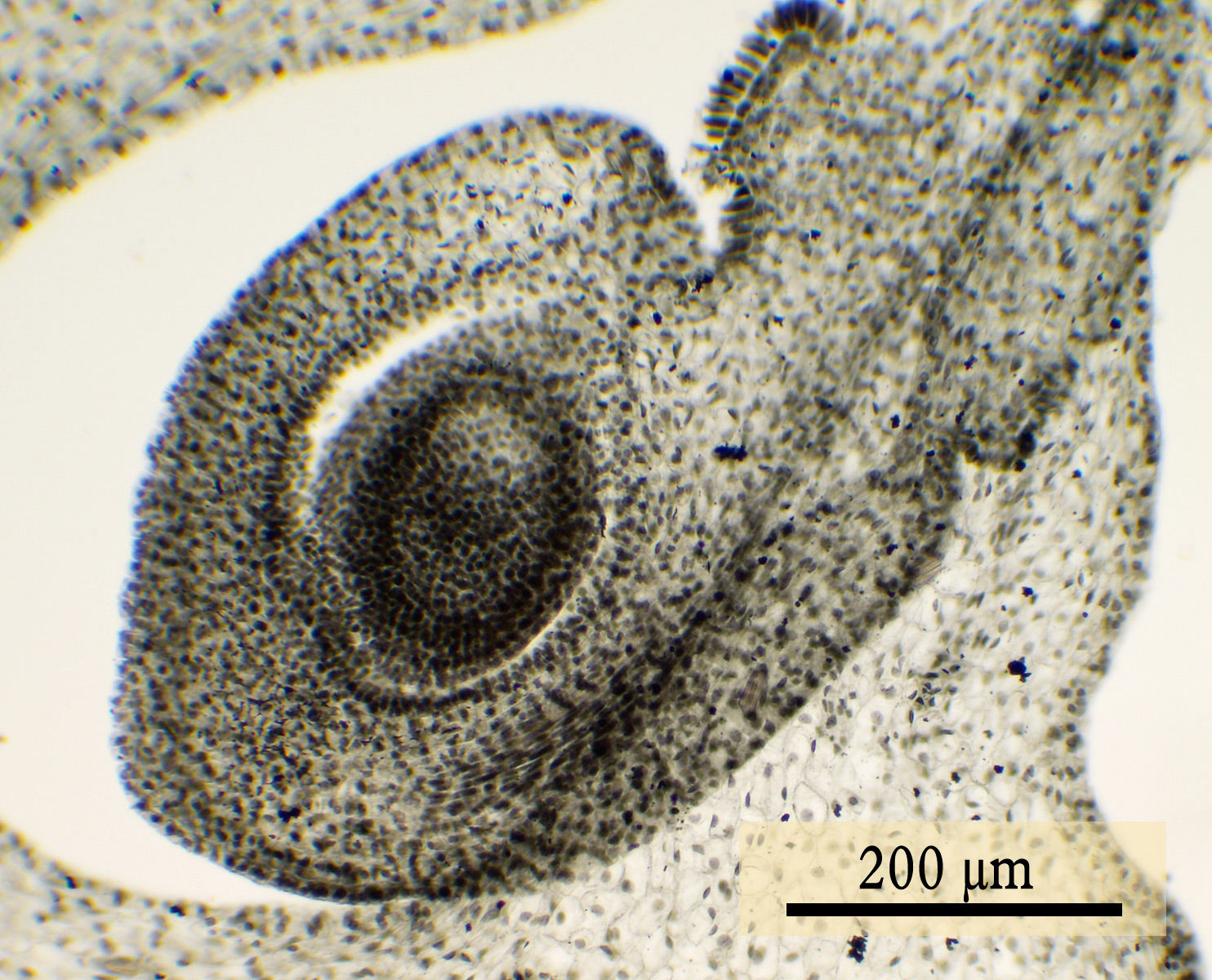
Microfotografía de un óvulo de una monocotiledónea

En las angiospermas el gineceo, también llamado pistilo, consta de uno o más carpelos u hojas carpelares que forman una cavidad, el ovario, dentro de la cual quedan protegidos los  óvulos o primordios seminales, tanto de la desecación como del ataque de insectos fitófagos.
El gineceo consta de tres partes: el ovario, parte inferior abultada que forma una cavidad o lóculo en cuyo interior se encuentran los óvulos; el  estilo que es una columna más o menos alargada que soporta al tercer componente del pistilo: el estigma. Éste está constituido por un tejido glandular especializado para la recepción de los granos de polen. En ocasiones el estilo puede faltar, y en esos casos el estigma se dice que es sésil.
Si los carpelos están separados o libres entre sí, el gineceo se denomina dialicarpelar o apocárpico (como ocurre en los géneros Sedum, Kalanchoe y Paeonia); si, por el contrario, los carpelos están soldados entre sí se llama gamocarpelar o sincárpico, que es lo más frecuente.
En la flor dialicapelar cada carpelo constituye un pistilo, mientras en la sincárpica hay un solo pistilo. Por ejemplo, Kalanchoe, con cuatro carpelos libres, presenta cuatro pistilos. En el gineceo gamocarpelar o sincárpico la unión de los carpelos puede afectar sólo a porción del ovario, por lo que quedan libres tanto los estilos como los estigmas (ejemplo, el género Turnera); puede involucrar los ovarios y los estilos, quedando libres los estigmas (como ocurre en las compuestas y en Hibiscus), por lo que se puede determinar el número de carpelos que conforman el pistilo por observación de la cantidad de estigmas. Finalmente, en muchas ocasiones la unión o soldadura de los carpelos es total. En estos casos el número de carpelos puede determinarse a través del número de los lóbulos estigmáticos (por ejemplo, en las bignoniáceas).
El estilo es de longitud variable, desde menos de 0,5 mm (estigma subsésil) hasta más de 30 cm en ciertas variedades de maíz, que es lo que es conoce como barba de choclo. Generalmente nace en el ápice del ovario, pero puede ser lateral o nacer aparentemente en la base (estilo ginobásico). Desde el punto de vista anatómico, el estilo puede ser sólido o hueco. En las plantas con estilo hueco el tejido de transmisión (por donde crecen los tubo polínico para efectuar la fecundación) está constituido por una capa de células epidérmicas bastante diferenciadas que rodean un canal hueco (el denominado canal estilar). Los tubos polínicos crecen desde el estigma hacia el ovario a lo largo de la superficie de ese canal, normalmente a través de una fina capa de mucílago. En las plantas que poseen estilos sólidos, en cambio, las células epidérmicas se hallan íntimamente fusionadas y no dejan ningún espacio entre sí. Los tubos polínicos, en este caso, crecen entre las células del tejido de transmisión (como en el caso de Petunia,
) o a través de las paredes celulares (como en Gossypium,
). El tejido de transmisión en los estilos sólidos incluye una sustancia intercelular que contiene pectina, comparable al mucílago que se encuentra en el canal estilar de los estilos huecos.
Desde el punto de vista de la distribución de ambos tipos de estilos entre las diferentes familias de angiospermas, los estilos sólidos se consideran típicos de las eudicotiledóneas y son raros en las monocotiledóneas.
El estigma tiene forma variable, plumoso en el caso de las gramíneas, en cabezuela en Citrus, lobulado en Cucurbita, petaloide en Canna y hasta con forma de sombrilla invertida en el caso de Sarracenia. Tiene particularidades estructurales que permiten la germinación del polen y el desarrollo del tubo polínico que llegará hasta los óvulos. Se ha comprobado que el estigma está cubierto por proteínas hidrofílicas en la pared externa; son probablemente las que actúan en el reconocimiento del polen adecuado y en las reacciones de autoincompatibilidad, en cuyo caso a veces de deposita calosa para detener la germinación del polen incompatible.
Los estigmas se dividen en dos grandes grupos: estigmas húmedos y secos. Los estigmas húmedos liberan un exudado durante el período receptivo y se presentan en familias como las orquidáceas, escrofulariáceas y solanáceas. Los estigmas húmedos pueden presentar papilas (estigmas papilosos, como en Annona, Mandevilla, Bignonia y Punica) o no presentarlas (estigmas no papilosos, en Citrus, Impatiens, Opuntia y Tamarix ). Los estigmas secos no liberan secreciones líquidas, sino que producen proteínas o ceras. Pueden ser plumosos (gramíneas) o no plumosos y, en este caso, papilosos (Cordyline, Yucca Pelargonium o no papilosos (Asclepias, Capparis,  Cyperus).
El ovario es la parte inferior del gineceo que contiene a los óvulos a fecundar. Está formado de una o más hojas modificadas que reciben el nombre de carpelos. Dentro del ovario hay una o más cavidades o lóculos que contienen a los óvulos en espera de ser fecundados. Los óvulos es insertan dentro del ovario en una zona denominada placenta.
Una de las terminologías de descripción del ovario se refiere al punto de inserción sobre el receptáculo (donde las otras partes florales (periantio y androceo) se unen y se fijan a la superficie del ovario. Si el ovario se sitúa arriba del punto de inserción, será súpero; si es por debajo, ínfero.
El rudimento seminal, también llamado óvulo, es el órgano de la planta que se forma en el ovario y que contiene al saco embrionario dentro del cual se halla la oósfera o gameto femenino, las células sinérgidas, la célula media con los dos núcelos polares y las células antípodas. Rodeando al saco embrionario se encuentra la nucela, los tegumentos, la calaza y un funículo que conecta al óvulo con la placenta.
La oósfera procede de una espora, denominada megáspora o macrospora, a través de un proceso denominado megagametogénesis que consiste básicamente en divisiones mitóticas. Su núcleo en general es haploide, o sea, posee la mitad de los cromosomas que la planta que le dio origen. La oósfera se fusiona con uno de los núcleos generativos del grano de polen durante la doble fecundación para originar al embrión. El otro núcleo generativo se fusionará con los núcleos polares de la célula media y originará al endosperma.
Se denomina placentación a la disposición de los óvulos en la cavidad del ovario. El número de placentas es, en general, igual al número de carpelos que forman el ovario. En ciertos casos, sin embargo, puede atrofiarse alguna de las placentas y un ovario pluricarpelar llega a contener un solo óvulo, como por ejemplo en las gramíneas (Poaceae) y las compuestas (Asteraceae).
Existen distintos tipos de placentación:

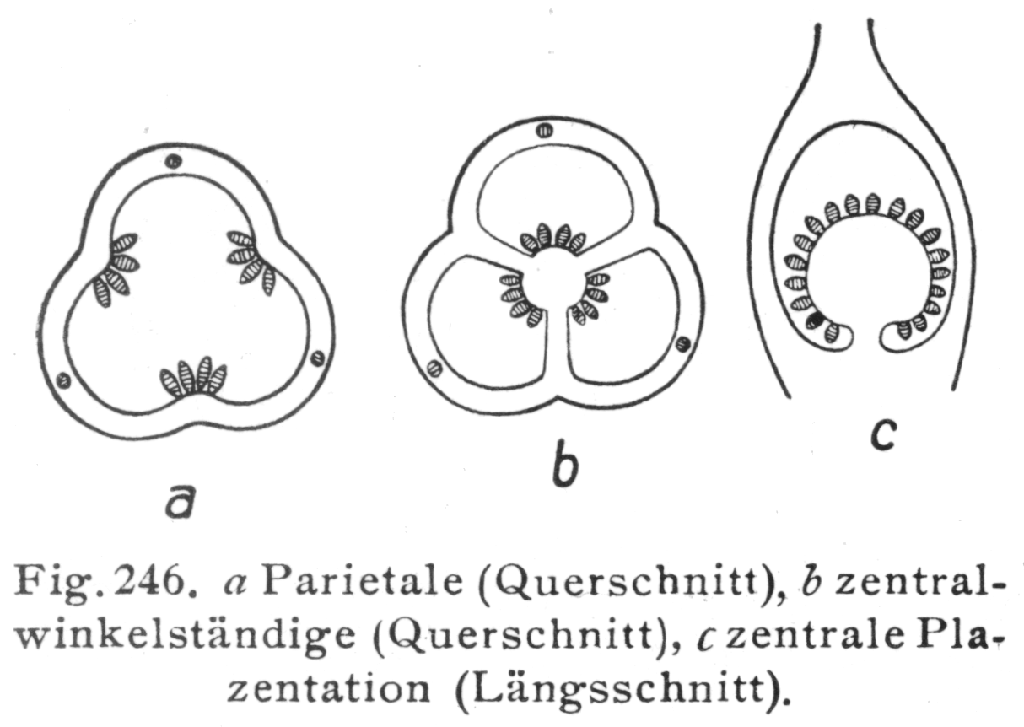
tipos de placentación: (a) parietal, (b) axilar y (c) central

- - Placentación marginal: es propia del gineceo unicarpelar (Leguminosas) o dialicarpelar (Magnoliáceas, Ranunculáceas). Cada carpelo tiene una sola placenta que corresponde a la zona de soldadura de la hoja carpelar.
  - Placentación parietal: ocurre en el gineceo formado por dos o más carpelos soldados por sus bordes formando una sola cavidad en el ovario, de manera que cada placenta corresponde a los bordes de dos hojas carpelares contiguas. Algunas de las familias que presentan este tipo de placentación son: Orquídeas, Violáceas, Pasifloráceas y Cucurbitáceas. En ciertos géneros se forman falsos tabiques sobre la pared del ovario aumentando la superficie placentaria: es la denominada placentación laminar, típica del género Papaver. En las crucíferas (Brassicaceae) el ovario consta de dos carpelos unidos por los bordes que delimitarían una sola cavidad. No obstante, entre las dos suturas se desarrolla un tabique membranoso llamado replum, el cual separa la cavidad en dos lóculos. Los óvulos se disponen en ambos costados, en dos series para cada carpelo. Una variante de este tipo de placentación, difícil de interpretar por el mero examen del ovario, es la de las Gramíneas (Poaceae). En estas especies el ovario es bicarpelar, unilocular y uniseminado. La posición del óvulo es lateral, como se deduce por la posición del hilo, y la placentación es, por consiguiente, parietal.
  - Placentación axilar. Ocurre en el gineceo formado por dos o más carpelos soldados en que cada uno lleva la placenta en el ángulo central, de manera que las suturas placentarias forman una columna adentro del ovario. Los óvulos de cada lóculo quedan así aislados de los vecinos por medio de los tabiques carpelares. Este tipo de placentación es la que se halla en Solanum, Citrus, liliáceas, iridáceas, entre otros muchos ejemplos.
  - Placentación central. El gineceo unilocular está formado por dos o más carpelos unidos y los óvulos están fijos sobre una columna central y sin tabiques con la pared del ovario. Esta columna puede ser una prolongación basal de la placenta, como en las Primuláceas, o es el conjunto de placentas unidas que persisten luego de la disolución de los tabiques, como en las cariofiláceas.
  - Placentación basal. Este tipo de placentación ocurre en especies con gineceo pluricarpelar y unilocular. El óvulo se dispone en el centro basal de la cavidad del ovario. Es típico de las familias de las poligonáceas, quenopodiáceas y compuestas.[14][27]

## Sexualidad
La sexualidad floral está relacionada con la presencia o ausencia de los verticilos reproductivos: androceo y gineceo. Las flores que presentan ambos verticilos (o sea, que producirán tanto gametos femeninos como masculinos) se dicen perfectas, bisexuales, monoclinas o, más frecuentemente, hermafroditas, como es el caso de las flores de la papa o patata (Solanum tuberosum, solanáceas). En muchas otras especies, por otro lado, las flores tienen un solo verticilo reproductivo y se dicen diclinas, imperfectas o unisexuales, como ocurre en la morera (Morus nigra, moráceas) y en la calabaza (Cucurbita maxima, cucurbitáceas). En el caso de que tal verticilo sea el androceo, las flores se denominan masculinas o estaminadas; mientras que si el verticilo presente es el gineceo, las flores se denominan pistiladas o femeninas. Existen algunos casos en que la flor no presenta ninguno de los verticilos reproductivos y solo muestra sépalos y pétalos. La función de estas flores es el de especializarse, dentro de un grupo de flores que si son perfectas, en la atracción hacia la inflorescencia de los insectos polinizadores. Tales flores, denominadas neutras o asexuales, se disponen usualmente en la periferia de la inflorescencia y se pueden observar, por ejemplo, en muchas especies de la familia de las compuestas, como la margarita (Bellis perennis)  o el girasol (Helianthus annuus).

## Fórmula y diagrama floral

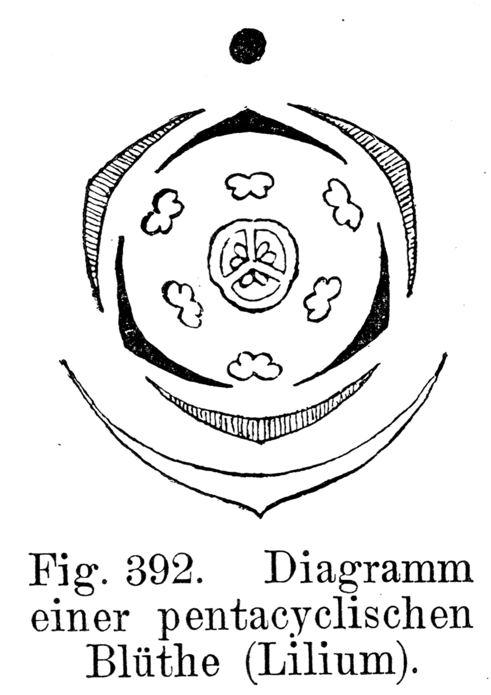
Diagrama floral de Lilium. Véase la descripción en el texto.

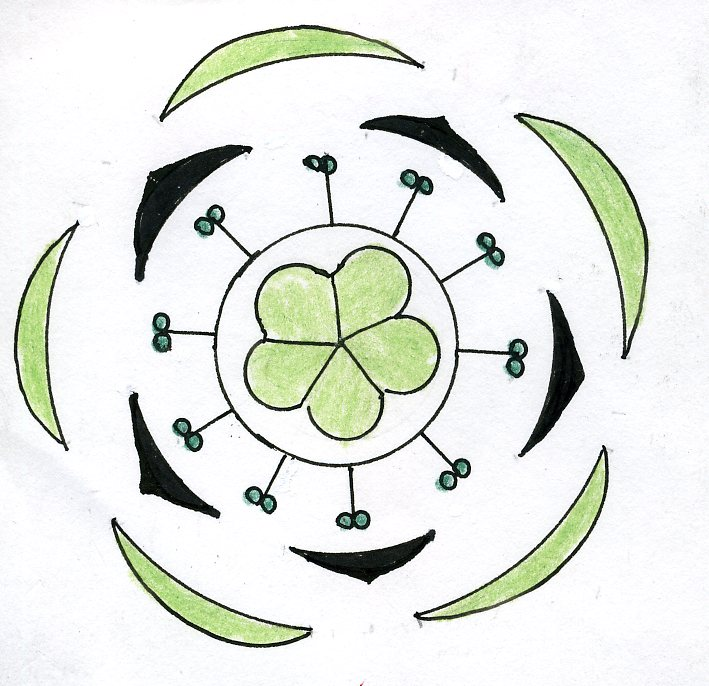
Diagrama floral de Oxalis. Véase la descripción en el texto.

El diagrama floral es una representación gráfica de la disposición de las piezas florales y de la ordenación de los distintos verticilos, en un corte transversal de la flor. Cada verticilo se representa, por convención, con una circunferencia concéntrica alrededor del gineceo, indicado por un corte a la altura del ovario. Los sépalos se dibujan como lúnulas blancas, los pétalos como lúnulas negras o, a veces, coloreadas. Los estambres se simbolizan con cortes transversales de antera, y el gineceo queda representado en el centro del diagrama por un corte transversal del ovario. Generalmente las piezas de un verticilo alternan con las piezas del verticilo anterior. Los estambres pueden estar opuestos o alternos con respecto a los pétalos. La soldadura entre las piezas de cada verticilo o de verticilos opuestos, se indica con líneas de puntos.
Mediante estos diagramas queda bien manifiesta la estructura floral, se deduce de él su simetría, el número de miembros de cada verticilo, y tratándose de los sépalos y pétalos, su prefloración, su soldadura o independencia; del androceo la posición relativa de los estambres con respecto al perianto, la concrescencia o separación de los mismos, su unión o autonomía con respecto a la corola y la posición introrsa o extrorsa de las anteras. Del gineceo, se puede observar el número de carpelos y de cavidades en el ovario y la placentación de los óvulos.
En el esquema de la derecha se observa el diagrama floral de Lilium, típico de la familia de las liliáceas. El diagrama muestra que las flores son hermafroditas (tienen estambres y pistilo), actinomorfas (presentan varios planos de simetría). El perigonio está formado por 6 tépalos dispuestos en dos verticilos trímeros (o sea, cada uno de ellos está formado por tres piezas), se hallan separados entre sí y libres de las demás piezas florales (se dice, entonces, dialitépalo). El androceo presenta 6 estambres dispuestos en 2 verticilos también trímeros, los filamentos se hallan separados entre sí y libres de las demás piezas florales. El androceo es diplostémono (es decir que el verticilo externo de estambres es opuesto a los tépalos externos y el ciclo interno es opuesto a los tépalos internos). El gineceo es de ovario súpero y está formado por 3 carpelos connados, es trilocular. Los óvulos presentan  placentación axilar. En el esquema de abajo se puede observar el diagrama floral de una oxalidácea: Oxalis. Nuevamente, se aprecia que la flor es hermafrodita y actinomorfa, pentacíclica (o sea, presenta 5 verticilos florales) y pentámera (cada ciclo está compuesto por cinco piezas).
La fórmula floral es un modo de representar simbólicamente la estructura de una flor mediante el uso de letras, números y otros signos. Típicamente, se utiliza la fórmula floral para representar las características morfológicas de las flores de una determinada familia de plantas, más que de una especie en particular. Las siguientes son los símbolos más utilizados:
K = cáliz; por ejemplo, «K5» indica que la flor tiene 5 sépalos.

C = corola; por ejemplo, «C3» significa que la flor presenta 3 pétalos.

    Z = se agrega si la corola es cigomorfa; ejemplo, «CZ»6 = indica una corola cigomorfa con 6 pétalos

A = androceo; por ejemplo, «A∞» significa que presenta muchos estambres

G = gineceo; así, «G(3)1∞» indica un gineceo de ovario súpero (por eso la «G» está subrayada), compuesto por 3 capelos unidos entre sí (por eso el número tres se pone entre paréntesis), con un solo lóculo y numerosos óvulos por lóculo. La cantidad de lóculos del ovario se indica como subíndice del número de carpelos; el número de óvulos por lóculo se indica como exponente.
Una fórmula floral, entonces, adquiere una forma como la siguiente, típica de la familia de las liliáceas:
K3 C3 A6 G(3)3∞,
la cual indica que las flores de esta familia presentan 3 sépalos, 3 pétalos, un androceo con 6 estambres y un gineceo de ovario súpero formado por 3 carpelos unidos entre sí, con tres lóculos y numerosos óvulos por lóculo.
La fórmula floral que describe simbólicamente la estructura floral de Oxalis, previamente descripta, es:
K5 C5 A10 G(5)5∞

## Flor doble

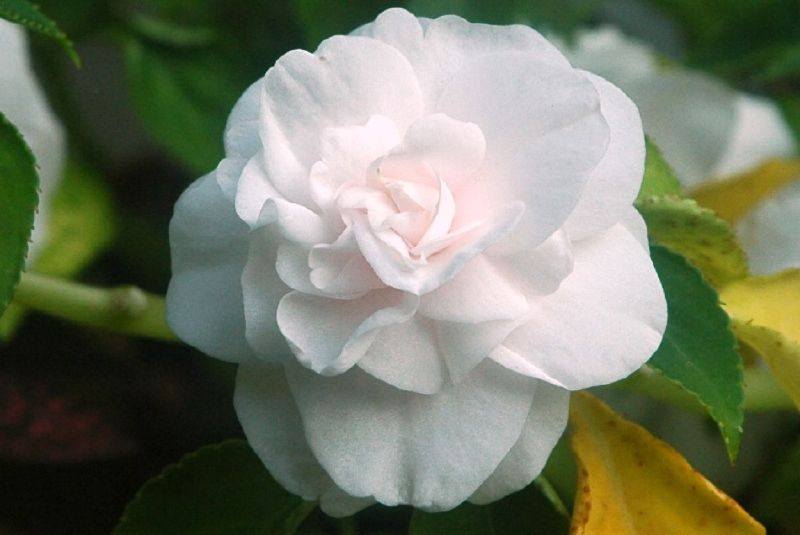
Una variedad de flor doble de impatiens walleriana

El término flor doble describe a aquellas flores que presentan un número extra de pétalos, muy superior al número usual para la especie en cuestión, debido a que en ellas un grupo o todos los estambres son reemplazados por pétalos.
El carácter «flor doble» se denota en los nombre científicos de las variedades con la abreviatura fl. pl. (flore pleno, que significa «plena floración»).  Ha sido la primera anormalidad en ser documentada en las flores y uno de los caracteres más populares en muchas especies ornamentales, tales como el rosal, la camelia y el clavel.

## La morfología floral en algunas familias de plantas

### Amarilidáceas

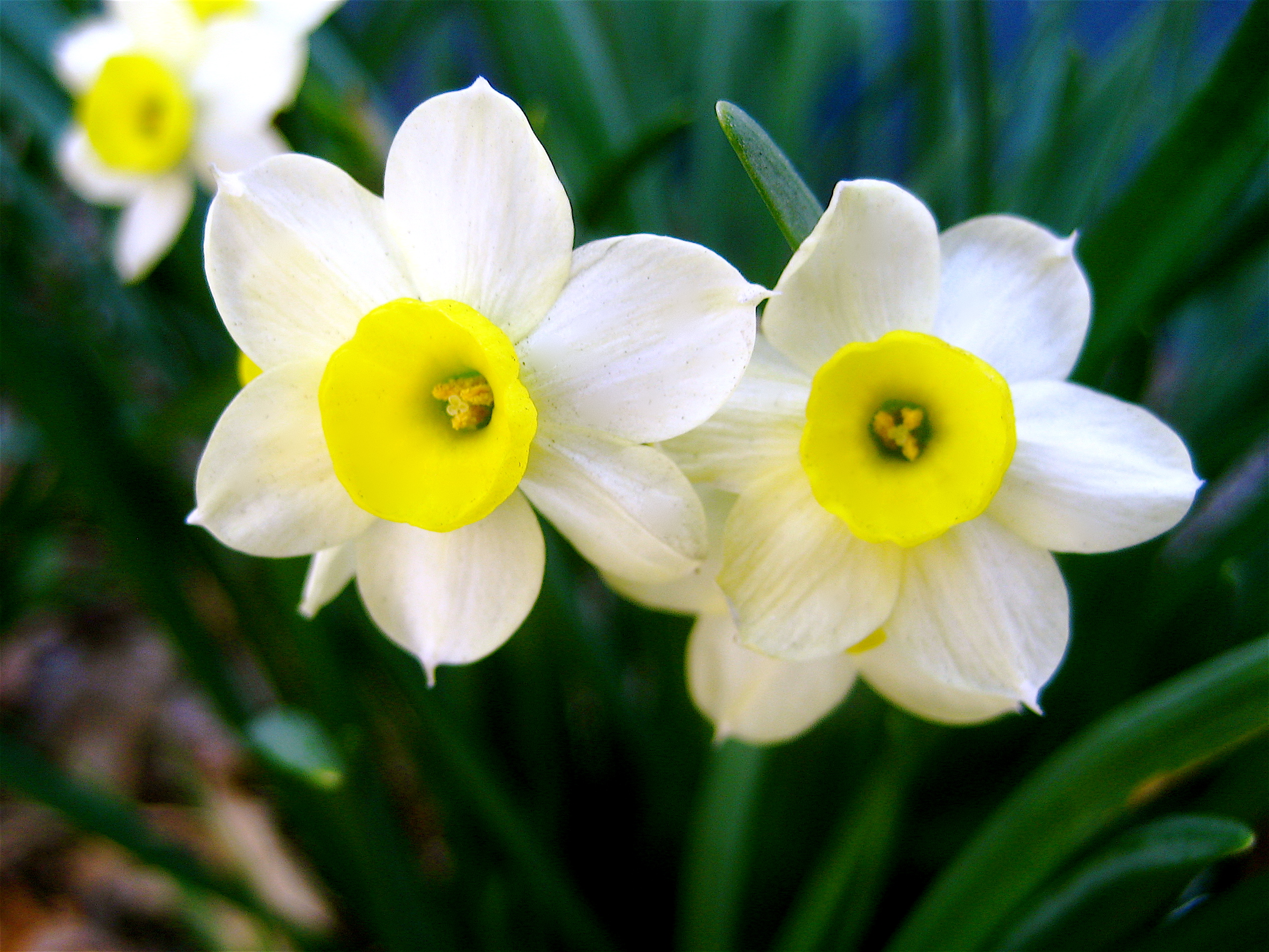
Perigonio (crema) y paraperigonio (amarillo) en Narcissus, una amarilidácea.

Dentro de las monocotiledóneas, las plantas pertenecientes a la familia de las amarilidáceas presentan las flores más sencillas y típicas. Las flores son hermafroditas, actinomórficas (es decir, de simetría radial) o ligeramente zigomórficas, pediceladas o sésiles, vistosas, cada una asociada a una bráctea filiforme. El perigonio está compuesto de seis tépalos dispuestos en dos verticilos de 3 piezas cada uno, las cuales presentan aproximadamente la misma forma y el mismo tamaño. Los tépalos se hallan libres entre sí o bien pueden estar soldados en la base formando un tubo perigonial o hipanto, el cual se prolonga en algunos casos en una «corona» —también llamada paraperigonio o falsa corola, por ejemplo en Narcissus—, a veces reducido a escamas o dientes poco notables.
El androceo presenta seis estambres dispuestos en dos verticilos de tres piezas cada uno —rara vez presentan sólo tres estambres, como en Zephyra, o de 9 hasta 18, como en Gethyllis—, opuestos a los tépalos, insertos sobre el tubo del perigonio o la base de los tépalos. Los filamentos son delgados, filiformes o se hallan ensanchados en la base, pueden ser libres (Hippeastrum) o estar unidos entre sí por medio de una membrana que rodea a todo el ovario que se denomina «copa estaminal», como por ejemplo en Hymenocallis. Las anteras son oblongas o lineales. Los estambres a veces tienen apéndices que forman una corona estaminal —por ejemplo en Hymenocallis—.
El gineceo es de ovario ínfero en el caso de las amarilióideas y es de ovario súpero en las agapantóideas y alióideas. Está formado por tres carpelos unidos entre sí y delimitando tres cavidades o lóculos, los cuales contienen desde dos a tres hasta muchos óvulos anátropos de placentación axilar. El ovario se continua con un estilo y con un estigma diminuto, capitado a profundamente trífido. Presentan usualmente nectarios florales y la secreción de néctar proviene del perigonio o del gineceo, usualmente en los septos del ovario.
Las flores se hallan dispuestas en inflorescencias cimosas en la extremidad de un escapo, a veces compactadas y similares a umbelas —por lo que reciben el nombre de «pseudoumbelas»—, raramente reducidas a flores solitarias. Las brácteas involucrales que encierran a los pimpollos de las flores pueden estar presentes o ausentes.

### Compuestas

Esquema de una flor ligulada

Esquema de una flor tubulosa

En las compuestas, la familia del girasol y la margarita, las flores son pequeñas, hermafroditas o, en ocasiones, funcionalmente unisexuales o estériles (en este último caso se denominan neutras). Por su simetría pueden ser tanto actinomorfas como zigomorfas, es decir que pueden presentar simetría radial o bilateral, respectivamente. Por el número de piezas que componen cada ciclo, las flores de las compuestas son pentámeras. El cáliz es nulo o bien los sépalos están profundamente modificados, formando un papus o vilano, de dos a muchas escamas, cerdas o pelos, persistentes, a veces unidas entre sí.
La corola es gamopétala, los cinco pétalos pueden unirse entre sí formando un tubo con 4 o 5 lóbulos (en la flor denominada tubulosa o flósculo, o dos grupos de pétalos unidos (en el caso de las flores bilabiadas, con un labio superior formado por 2 pétalos y un labio inferior formado por 3 pétalos), o pueden presentar un tubo corto y el limbo prolongado lateralmente en una lígula con 3 o 5 dientes (flores liguladas).
El androceo presenta usualmente 5 estambres, los cuales alternan con los lóbulos de la corola. Los filamentos, separados entre sí, se hallan insertos en el tubo de la corola. Las anteras se unen entre sí formando un tubo alrededor del estilo en el cual el polen es liberado, y el estilo entonces crece a través de este tubo, empujando hacia afuera o tomando el polen (con pelos variadamente desarrollados) y presentándoselo a los visitantes florales, después de lo cual los estigmas se vuelven receptivos (es decir, con un émbolo o mecanismo de polinización por cepillado).
El gineceo es de dos carpelos unidos entre sí, con el ovario ínfero y unilocular. El pistilo presenta un estilo que usualmente posee en su ápice un nectario. El estilo se halla dividido distalmente en dos ramas (ramas estilares) que presentan papilas estigmáticas en su cara adaxial dispuestas en dos líneas separadas o bien, en una sola banda continua.

### Leguminosas

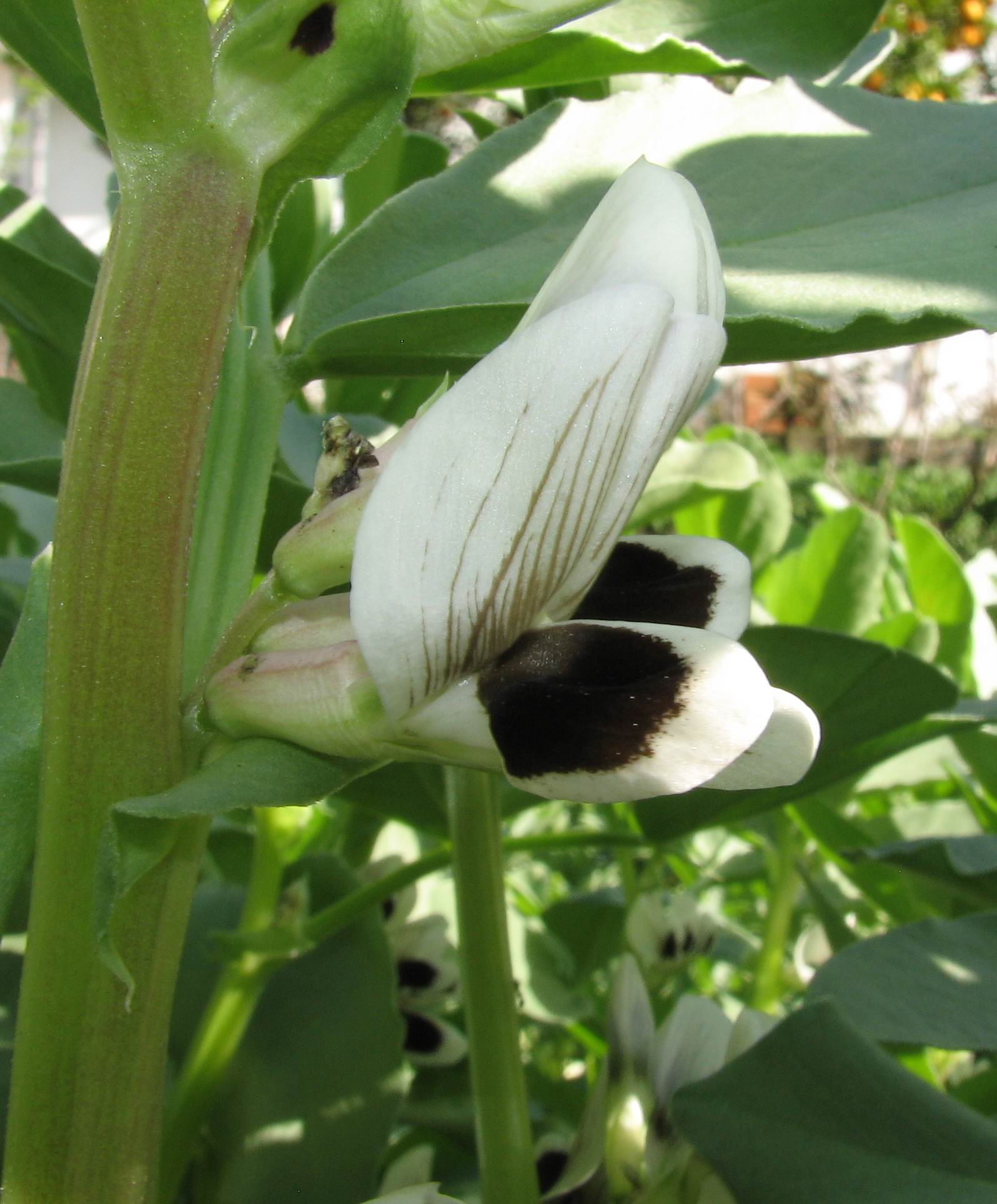
Vicia faba flor

Las leguminosas, la familia de las acacias y del poroto, presentan una gran diversidad de tipos de flores, según la subfamilia considerada, mimosóideas, cesalpinióideas y fabóideas.
Las flores pueden ser desde pequeñas a grandes, actinomorfas (en Mimosoideae) a leve o profundamente cigomorfas (Papilionoideae y la mayor parte de Caesalpinioideae). Las irregularidades en la simetría floral en estos casos involucran al perianto y al androceo. El perianto tiene casi siempre un cáliz y una corola diferenciada. No obstante, la corola puede estar ausente, en cuyo caso el perianto se dice sepalino, como ocurre en decenas de géneros de cesalpinióideas. El cáliz tiene 5 sépalos (raramente 3 o 6) dispuestos en un solo ciclo, los cuales pueden estar total o parcialmente unidos entre sí. El cáliz, además, puede ser o no persistente, raramente es acrescente (es decir que continúa en el fruto), imbricado o valvado. La corola está compuesta por 5 pétalos libres (comúnmente menos que 5 o ausentes en Swartzieae, Amorphieae y Caesalpinioideae, o 3 a 4 en Mimosoideae) o parcialmente unidos y presenta, en general, una morfología característica. Así, la corola papilionácea o amariposada está integrada por un pétalo superior muy desarrollado, conocido como estandarte o vexilo, dos pétalos laterales o alas y dos piezas inferiores a menudo conniventes que constituyen una estructura simpétala denominada carena o quilla. Esta arquitectura es muy similar a la de las flores de las cesalpinoideas pero, a diferencia de lo que ocurre en éstas, con prefloración vexilar o descendente, es decir, con el estandarte recubriendo el resto de las piezas corolinas dentro del botón floral.
El gineceo es de ovario súpero, monocarpelar, con desarrollo muy variable y tendencia a la reducción en el número de óvulos.

### Gramíneas

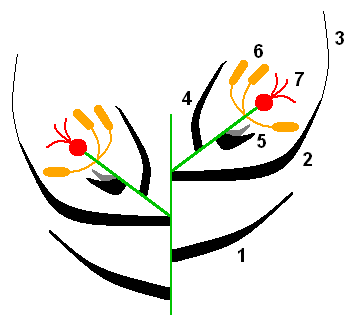
Esquema de una espiguilla: 1. Glumas; 2: Lemma; 3: Arista; 4: Pálea; 5: Lodículas; 6: Androceo; 7: Gineceo.

Las gramíneas, la familia de los pastos y de los cereales, presentan flores profundamente modificadas. La inflorescencia elemental en esta familia es una pequeña espiga formada por una o más flores sentadas o sésiles sobre un raquis articulado, a menudo brevísimo, llamado raquilla y protegido por brácteas estériles denominadas glumas. Este tipo de inflorescencia recibe el nombre de espiguilla. Las flores pueden ser hermafroditas o unisexuales y presentan un perianto rudimentario de 2 o 3 piezas, las lodículas o glumélulas. Estas lodículas son los órganos que, al ponerse turgentes, determinan la apertura del antecio o casilla floral durante la floración, permitiendo que se expongan los estigmas plumosos y los estambres. Los antecios están formados por la lemma, adherida a la raquilla, y la pálea insertada sobre el eje floral que nace sobre la raquilla en la axila de la lemma y soporta a los órganos florales propiamente dichos. La lemma (o glumela inferior) tiene forma de quilla, puede ser mútica o aristada, y abraza a la pálea con sus bordes. La arista nace en la extremidad de la lemma o en su dorso. La pálea o glumela superior es lanceolada, binervada y es como una tapa que encierra a la flor. Las glumas están insertadas sobre la raquilla, una más abajo que la otra.

### Orquídeas

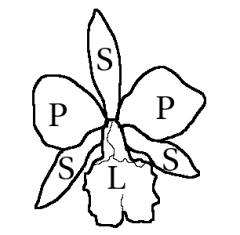
Disposición de las piezas del perianto en las orquídeas, se observan los pétalos (P), los sépalos (S) y el labelo (L)

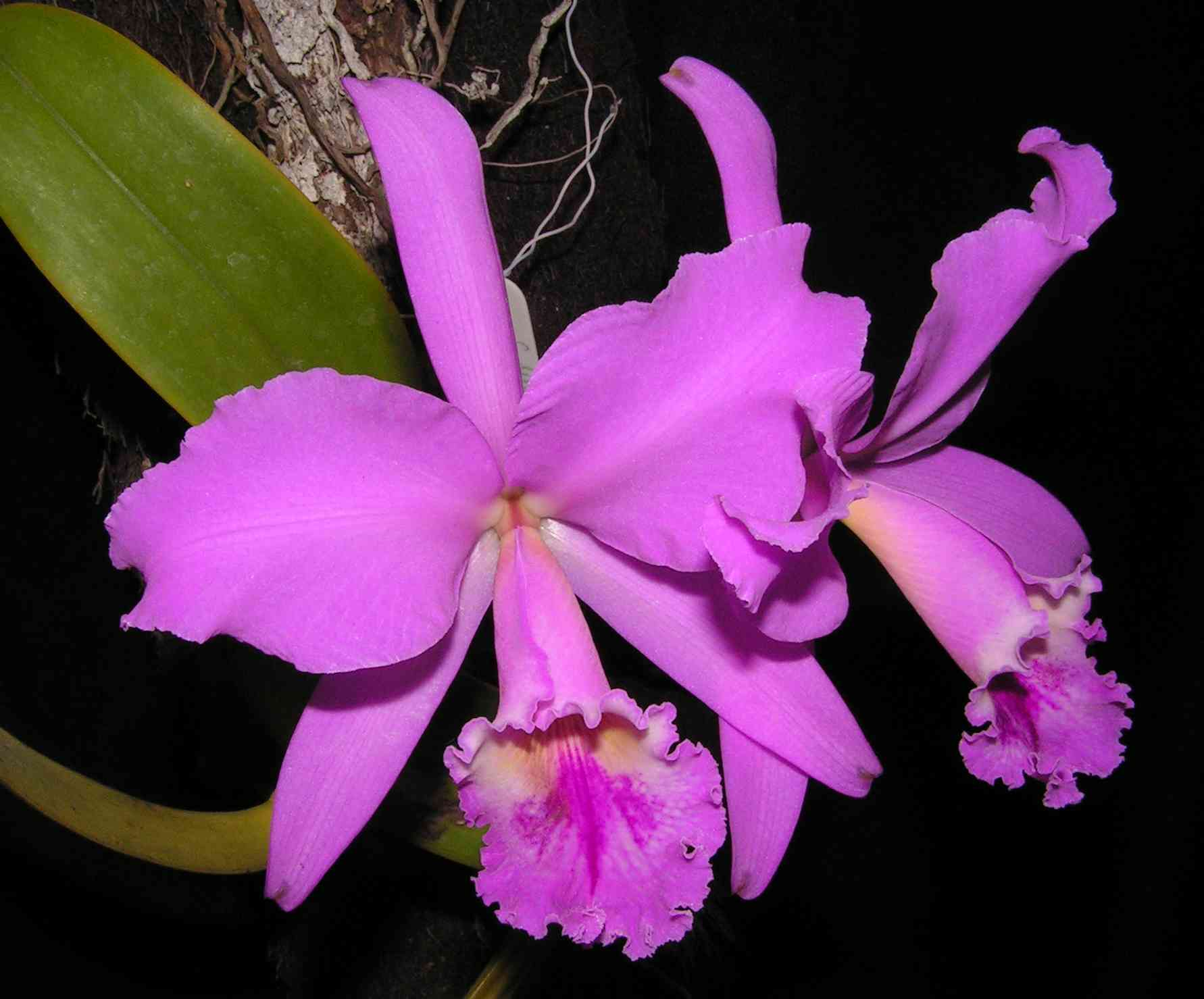
Flor de Cattleya labiata, obsérvese la disposición de las piezas del perianto en relación con el esquema superior

Ninguna familia de plantas tiene una gama de flores tan variada. Las flores están altamente especializadas en relación con sus polinizadores. Las flores son hermafroditas (raramente unisexuales), en general zigomorfas (de simetría bilateral), usualmente resupinadas (es decir, las partes florales giran 180° durante el desarrollo), muchas veces conspicuas y epíginas (es decir, las piezas del perianto se disponen por encima del ovario).
En la gran mayoría de los géneros, las flores están formadas por tres piezas externas llamadas sépalos, dos laterales y uno dorsal, y tres elementos internos llamados pétalos, el inferior modificado en un labio o labelo de tamaño mayor y color más intenso que los demás. Algunos autores interpretan al perianto de las orquídeas como un perigonio, formado por seis tépalos dispuestos en dos verticilos. Las diferentes piezas del perianto pueden estar separadas entre sí o fusionadas en la base. Los sépalos, o tépalos externos, son usualmente petaloideos (similares a pétalos), imbricados. A veces los dos sépalos laterales se encuentran fusionados en un solo elemento llamado sinsépalo. Los pétalos, o tépalos internos, están siempre separados, a veces presentan puntos, manchas y colores muy variados. El llamado labelo es el pétalo medio, es de tamaño mayor que los dos pétalos laterales, y su forma es extremadamente variable: a menudo presenta tres lóbulos, o formas inusuales, y con chichoncitos o crestas carnosos o un espolón basal, y muchas veces con un patrón de coloración diferente al de los pétalos laterales.
El androceo está usualmente formado por uno o dos estambres (a veces tres), si es uno solo deriva del estambre medio del verticilo externo ancestral y usualmente con dos estaminodios vestigiales derivados de los estambres laterales de un verticilo interno ancestral. En algunas subfamilias, como en Apostasioideae o Cypripedioideae, hay dos o tres estambres fértiles. Cuando son dos, han derivado de los dos estambres laterales del verticilo interno ancestral, y cuando tres, se han originado de los dos laterales del verticilo interno y del estambre medio del verticilo externo. El androceo se halla fusionado al estilo y al estigma, los cuales se hallan altamente modificados, formando una estructura conocida como columna, ginostemo o ginostegio. Las tecas de las anteras se disponen en la porción del ginostemo denominada clinandro o androclino. El polen es granular, en tétradas o aglutinado en dos a ocho masas suaves o duras llamadas polinias. Estas polinias presentan un apéndice filiforme –llamado caudícula– que se une con una masa pegajosa –retináculo o viscidium– sobre el rostelo, estructura derivada del estigma con forma de lóbulo alargado y que se sitúa sobre la porción receptiva del estigma. El conjunto de polinios, caudículas y retináculos se denomina polinario, el cual es la unidad de transporte del polen durante la polinización. Las anteras son de dehiscencia longitudinal y su conectivo muchas veces se halla modificado en un opérculo que cubre la antera hasta la polinización.
El gineceo está formado por tres carpelos fusionados entre sí, con el ovario ínfero, que puede presentar un lóculo o tres, y numerosos óvulos (hasta millones) de placentación usualmente parietal, pero ocasionalmente de placentación axilar.
Las orquídeas son, en general, productoras de néctar, sustancia que utilizan como recompensa a los polinizadores. Los nectarios son variables en posición y tipo. Por ejemplo, se encuentran en el espolón del labelo, o en los ápices de los sépalos, o en las paredes internas del gineceo. Las especies que no producen néctar son autógamas o apomícticas, es decir, no necesitan de polinizadores para producir semillas.